# Georges Vandevoorde

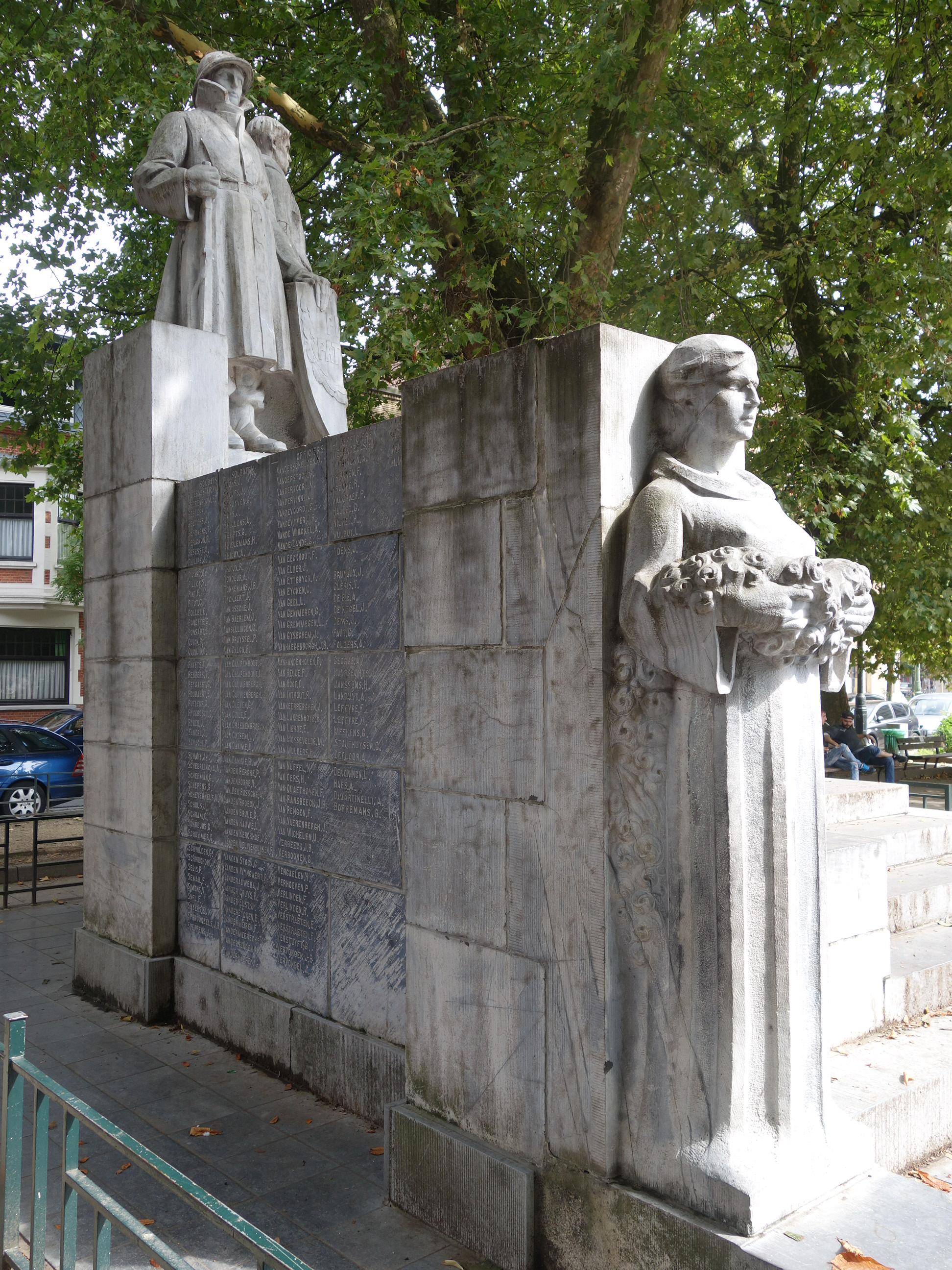
Detail van het oorlogsmonument in Sint-Jans-Molenbeek

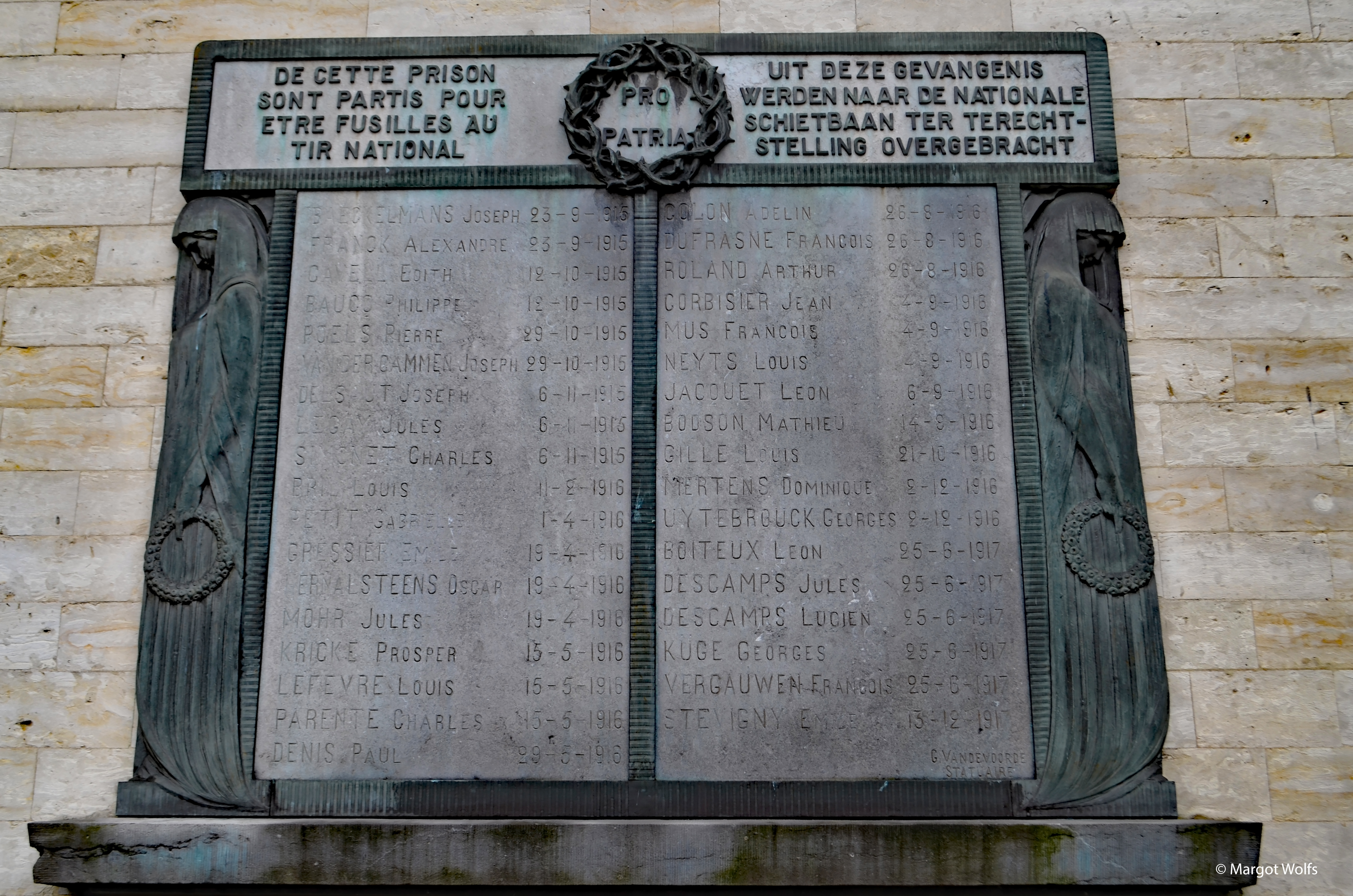
Gedenkplaat aan de gevangenis van Sint-Gilles, ondertekend G. Vandevoorde, Statuaire

George Abel (Georges) Vandevoorde (Kortrijk, 30 april 1878 – Anderlecht, 17 juni 1964) was een Belgisch beeldhouwer en medailleur.

## Leven en werk
Georges Vandevoorde was een zoon van rijtuigschilder Camille Pierre (Pieter) Vandevoorde en Léonie Marie Rosseeuw. Georges was vier toen zijn vader overleed. Hij bezocht de ambachtsschool van de Broeders Van Dale en werkte al jong op een meubelmakerij. In de avonduren en op zondag volgde hij de lessen boetseren en hout- en steensculptuur aan de Koninklijke Academie voor Schone Kunsten van Kortrijk, onder leiding van Constant Devreese. Hij werkte enige tijd op verscheidene beeldhouwateliers, onder andere bij Victor Sileghem, en vestigde zich als restauratiebeeldhouwer in Brussel. In de avonduren bezocht hij de Brusselse Academie, onder Charles Van der Stappen. Toen hij aan de gevels van het Vissershuis en Broodhuis in Brussel werkte, leerde hij Victor Rousseau kennen.  Hij werkte zeven jaar bij hem en assisteerde onder meer bij diens zestien beelden voor de Pont de Fragnée in Luik en de beeldengroepen voor de Triomfboog van het Jubelpark in Brussel. Rousseau spoorde Vandevoorde aan zich als zelfstandig beeldhouwer te vestigen. In 1914 won hij een prijsvraag van de stad Kortrijk voor een monument ter herinnering aan priester Jozef Van Dale, oprichter van de Broeders Van Dale. Hij werd in 1912 leraar en later directeur aan de Academie van Sint-Jans-Molenbeek. Hij was daarnaast inspecteur van het provinciaal kunstonderwijs.
Vandevoorde maakte onder meer bustes, oorlogsgedenktekens, reliëfs en standbeelden. Een aantal van de monumenten die hij maakte ter herinnering aan slachtoffers van de Eerste Wereldoorlog werd na de Tweede Wereldoorlog uitgebreid. Naast het monumentale werk, maakte hij penningen en kleinplastiek in hout en ivoor. Vandevoorde nam deel aan nationale en internationale tentoonstellingen, waaronder de salons in Brussel (1905) en Gent (1906), de driejaarlijkse tentoonstellingen in Antwerpen (1911, 1930) en de Wereldtentoonstelling van 1913 in Gent. Ter gelegenheid van zijn 50e verjaardag werd in Kortrijk een tentoonstelling gehouden met 30 van zijn werken (1927). In 1936 nam hij, naast Jules Bernaerts, Jean Boedts, Jean Collard, Alphonse De Cuyper, Godefroid Devreese, Léandre Grandmoulin, Jules Heyndrickx, Fons Huylebroeck, Maurice Jansegers, Willy Kreitz, Frans Lamberechts, Charles Samuel, Louis Van Cutsem, Marcel Van de Perre en Paul Wissaert, deel aan de beeldhouwkunstwedstrijden op de Olympische Zomerspelen in Berlijn.
Vandevoordes laatste werk was een beeld van de heilige Johannes Nepomucenus, dat in 1960 werd geplaatst op de Broelbrug tussen de Broeltorens in zijn geboorteplaats Kortrijk. Hij overleed vier jaar later, op 86-jarige leeftijd.

## Enkele werken
- 1912 36 reliëfs voor het gebouw van de Deutsche Bank aan de Arenbergstraat in Brussel: dierenriemtekens, blazoenen boven de balustrade en allegorische beelden als bekroning van de lisenen in de hoekgevels. Later was hier de KBC gevestigd.
- 1914 monument voor Jozef Van Dale, Kortrijk. Het werd door de Eerste Wereldoorlog pas in 1931 ingehuldigd.
- ca. 1914 bronzen portretreliëf voor het graf van componist Jan Frantz De Mol (1884-1914) op de begraafplaats van Sint-Jans-Molenbeek.[7]
- 1920 oorlogsmonument aan de Place Saint-Jean in Gembloers. Het monument werd in 1949 uitgebreid.
- 1921 Les époux présentant leur enfant à la commune en La commune unissant les époux, twee vergulde beeldengroepen aan de staatsietrap van het gemeentehuis van Schaarbeek.[8]
- 1925-1926 Molenbeek-Saint-Jean a ses heros / Sint-Jans-Molenbeek aan zijn helden, oorlogsmonument aan de Jubelfeestlaan in Sint-Jans-Molenbeek. In samenwerking met architect Lucien François. Het monument werd ingehuldigd door prinses Marie-José.
- rond 1928 Pleureuse, bronzen beeld op het graf van de familie Van Campenhout-Devits, op de begraafplaats van Sint-Jans-Molenbeek.[7]
- 1931 monument voor burgemeester Auguste Reynaert, Koningin Astridpark, Overleie (Kortrijk).
- 1936 standbeeld van Pieter Couterel, Ferdinand Smoldersplein, tegenover het gerechtsgebouw in Leuven.
- 1938 veertien reliëfs voor de pijlers van de twee portalen van het gemeentehuis van Vorst. Ook Jean Canneel, Fernand Debonnaires, Marnix D'Haveloose, Lucien Hoffman, Jacques Marin, Victor Rousseau, Paul Stoffyn, Antoine Vriens, Joseph Witterwulghe en Maurice Wolf verzorgden beeldhouwwerk voor het gemeentehuis.[9]
- 1938? buste van generaal Jean-Baptiste Meiser, burgemeester van Schaarbeek in het gemeentehuis van Schaarbeek.
- 1951 Heldenmonument, oorlogsgedenkteken voor de ommuurde herinneringssite aan de Grote Markt in Tienen. In samenwerking met architect Jacques Piron.
- 1953 portretreliëf van Jan van Ruusbroec voor de Ruusbroecbank op het terrein van Priorij Groenendaal. De bank werd ontworpen door Daniël Peremans.
- 1956 Aan onze martelaars / A nos martyrs, oorlogsgedenkteken aan het Karabiniersplein, hoek Auguste Reyerslaan, in Schaarbeek. Ingehuldigd door koning Boudewijn en kardinaal Jozef Van Roey.
- 1958 buste van Victor Rousseau in het Dudenpark in Brussel.
- 1957 gevelreliëfs voor het gemeentehuis van Koekelberg.
- beeld van de Heilige Norbertus voor de Onze-Lieve-Vrouwekerk in Laken.
- Honneur á nos héros, oorlogsgedenkteken aan de Avenue des Combattants in Bousval.
- oorlogsmonument in Jemelle.
- centrale figuur van het oorlogsmonument in 's-Gravenbrakel. De figuren aan weerszijden werden gemaakt door Albert Brichart.
- buste van Montgommery, collectie Legermuseum Brussel.
- Pleureuse voor het graf van de familie Verrept-Dekeyzer op de begraafplaats van Sint-Jans-Molenbeek.[7]
- 1960 beeld van de heilige Johannes Nepomucenus, op de Broelbrug in Kortrijk.

## Fotogalerij

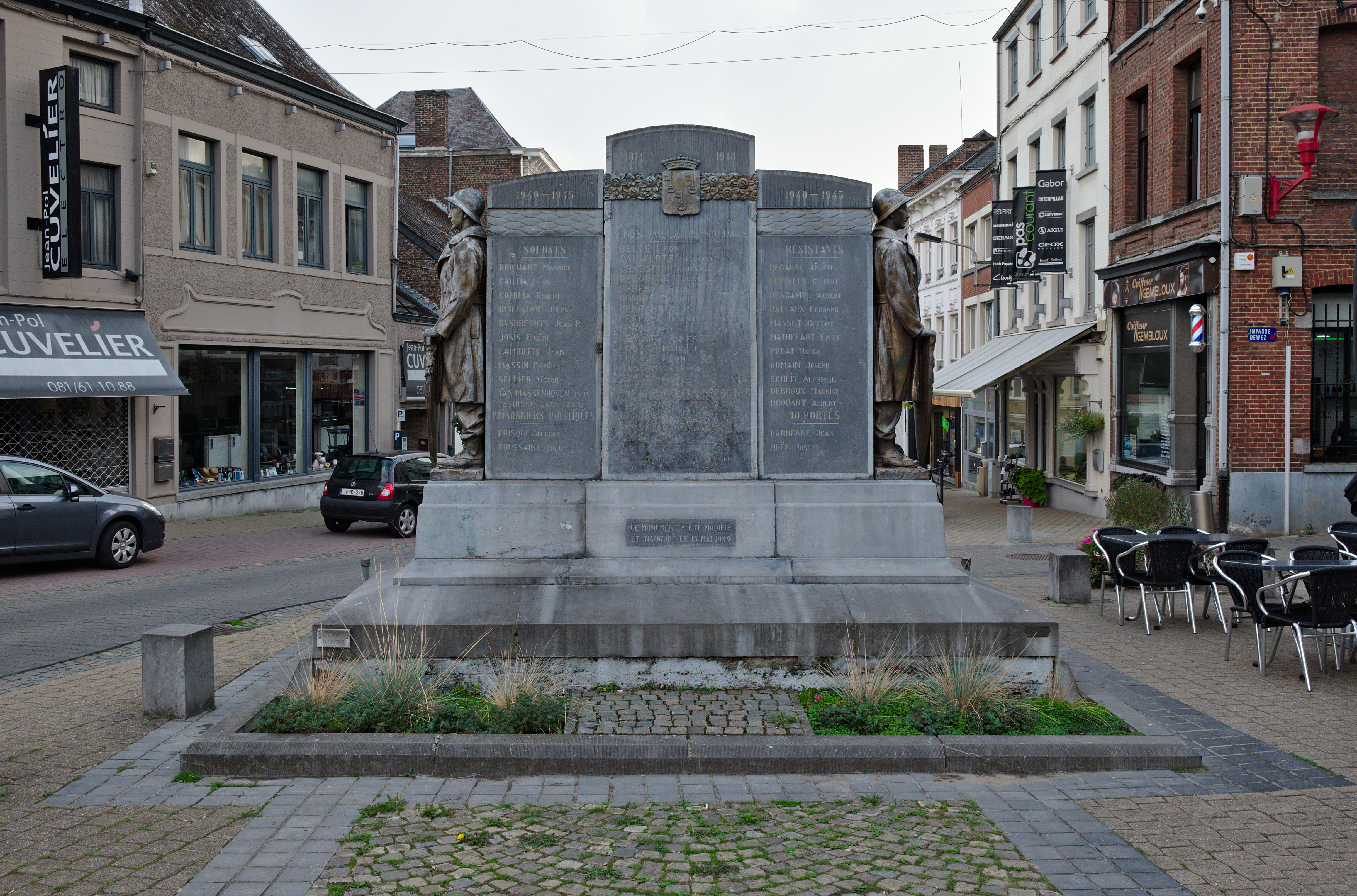
Oorlogsmonument (1920), Gembloers
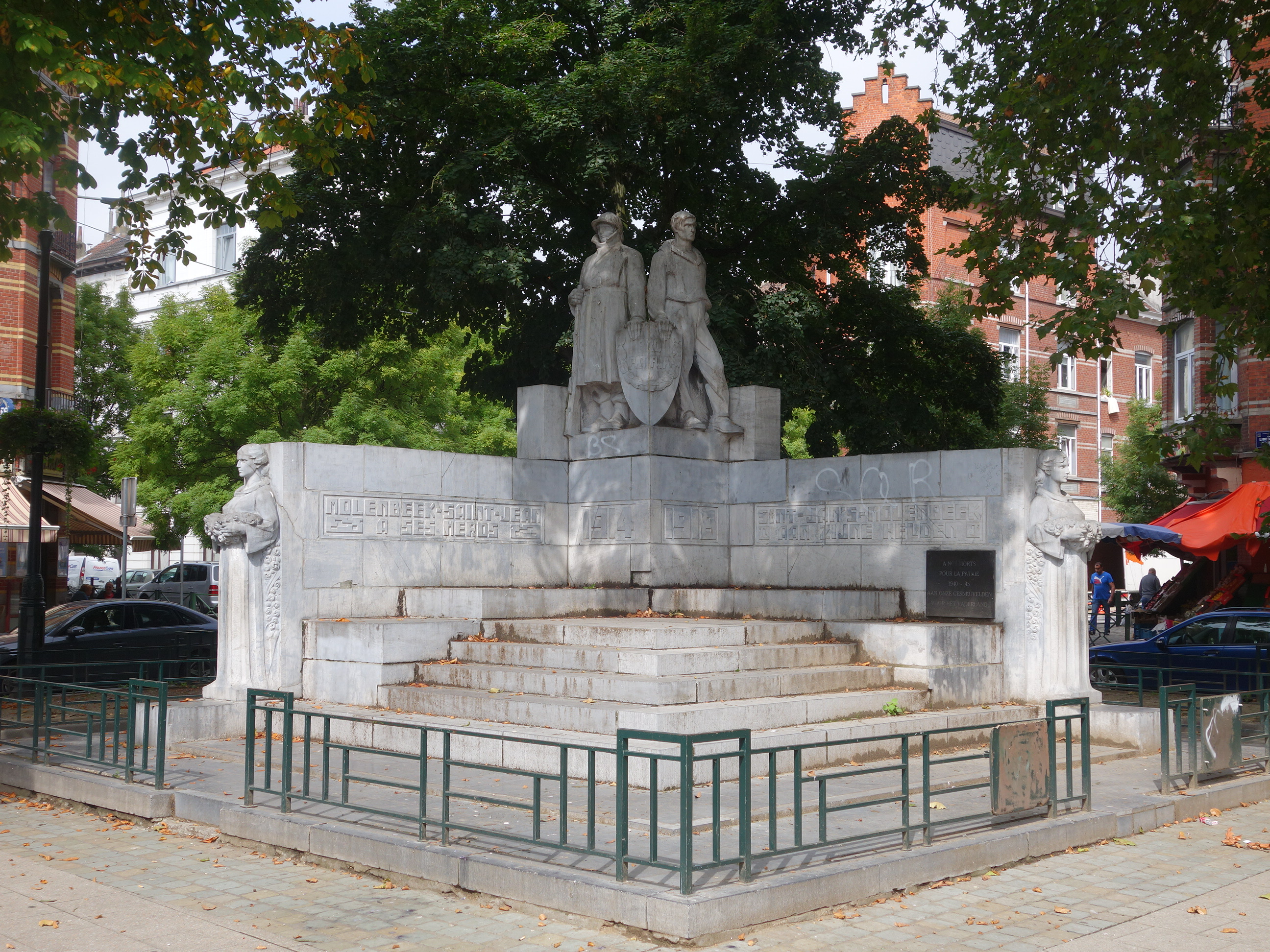
Oorlogsmonument (1925-1926) in Sint-Jans-Molenbeek
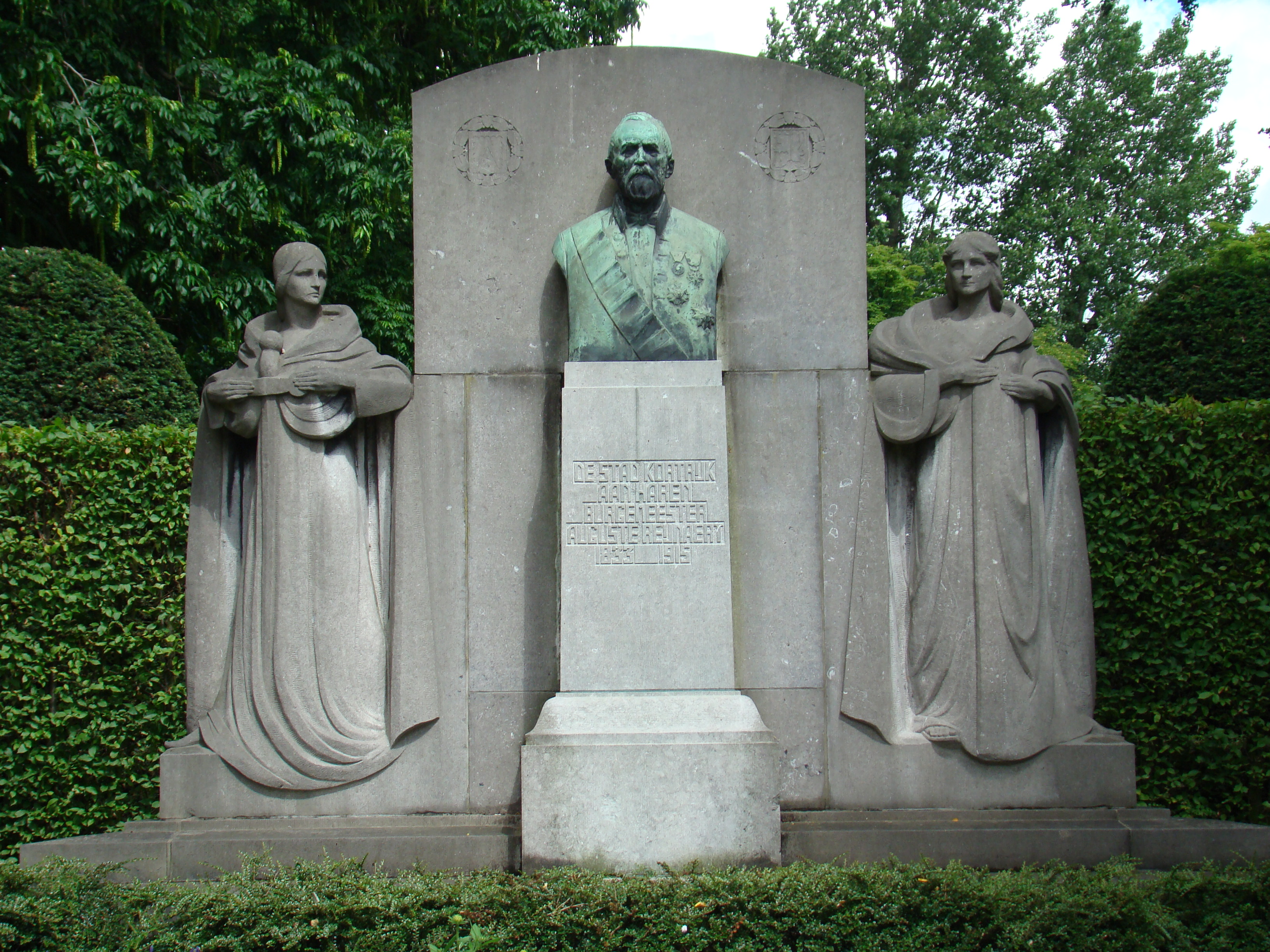
Auguste Reynaert (1931), Kortrijk
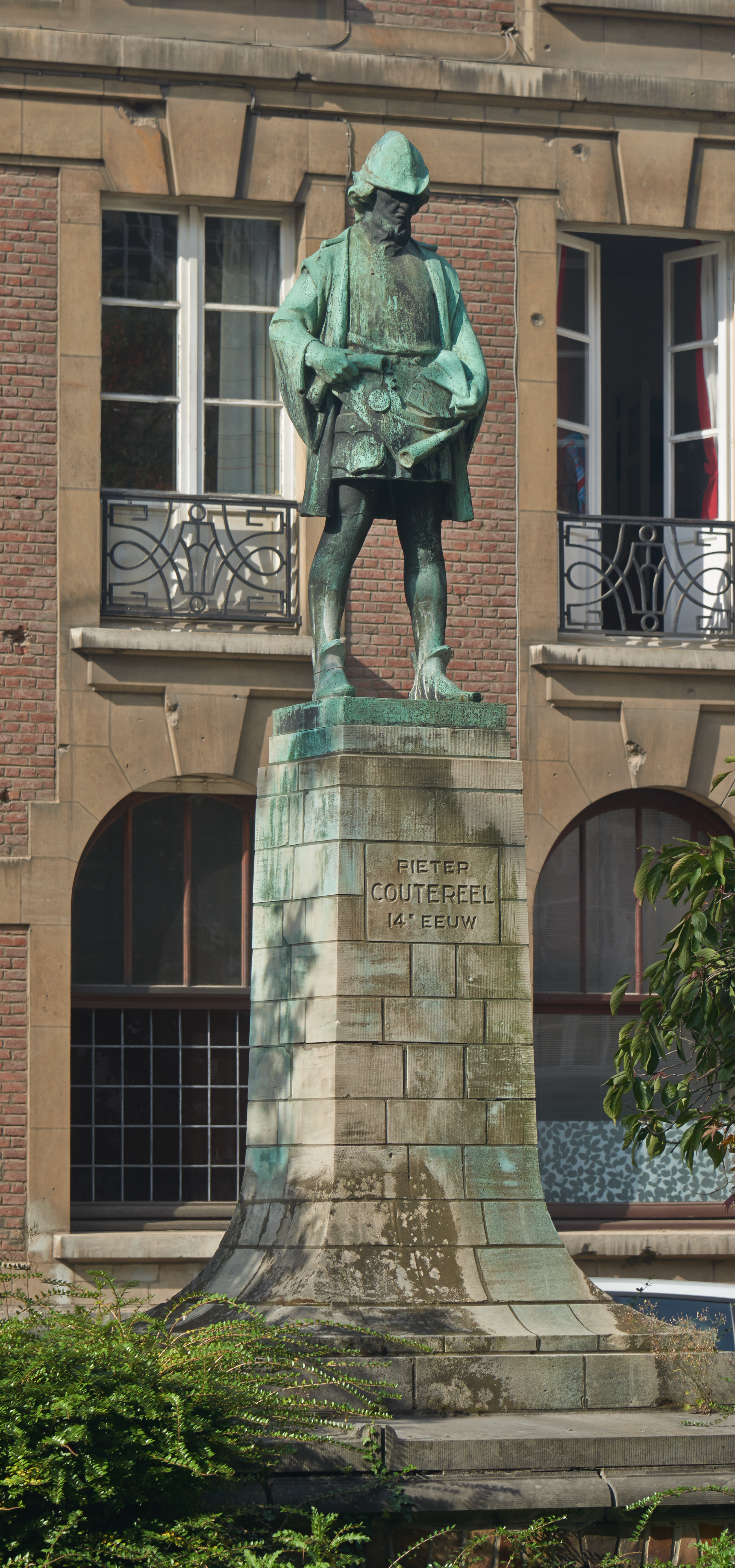
Pieter Couterel (1936), Leuven
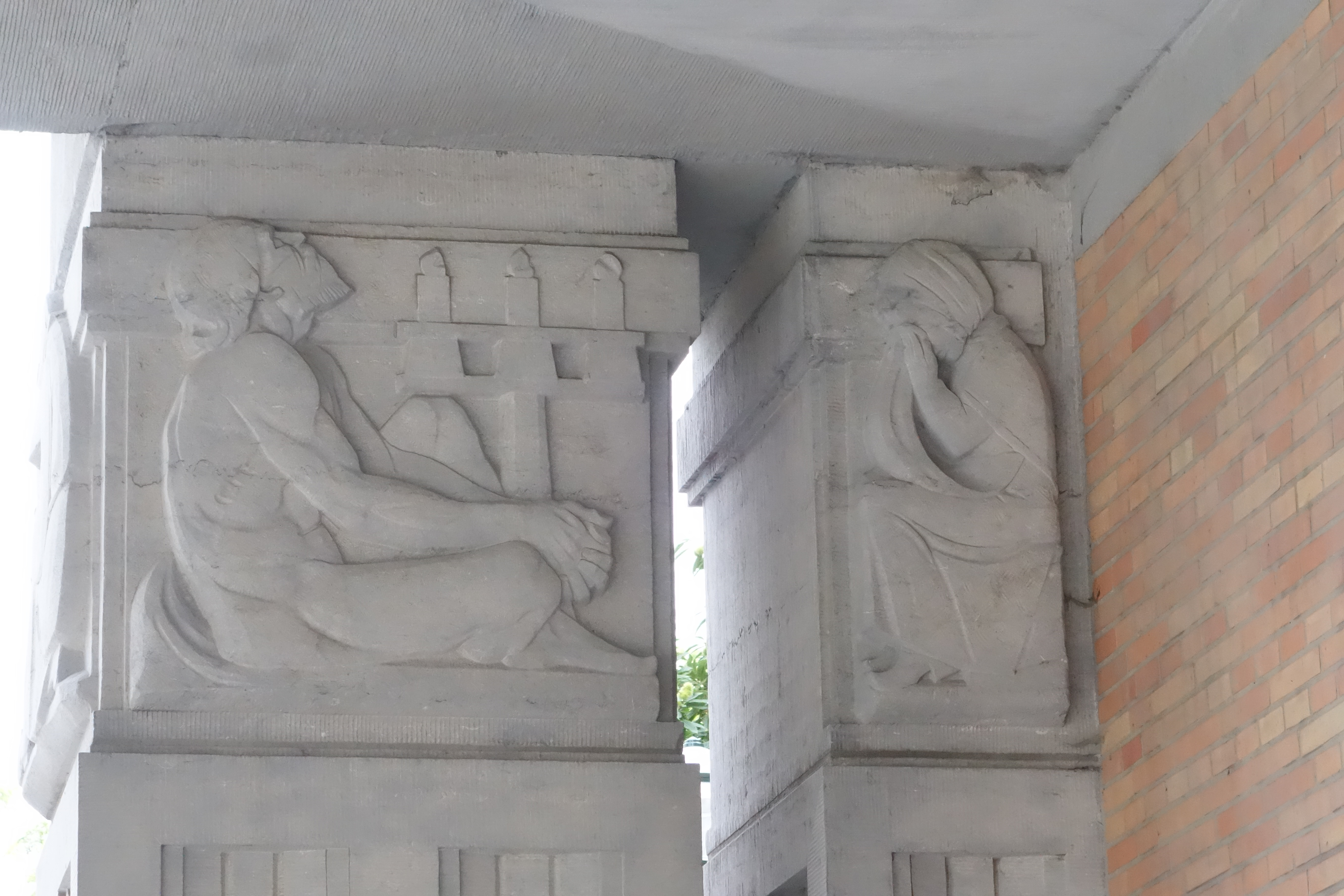
Reliëfs (1938), Vorst
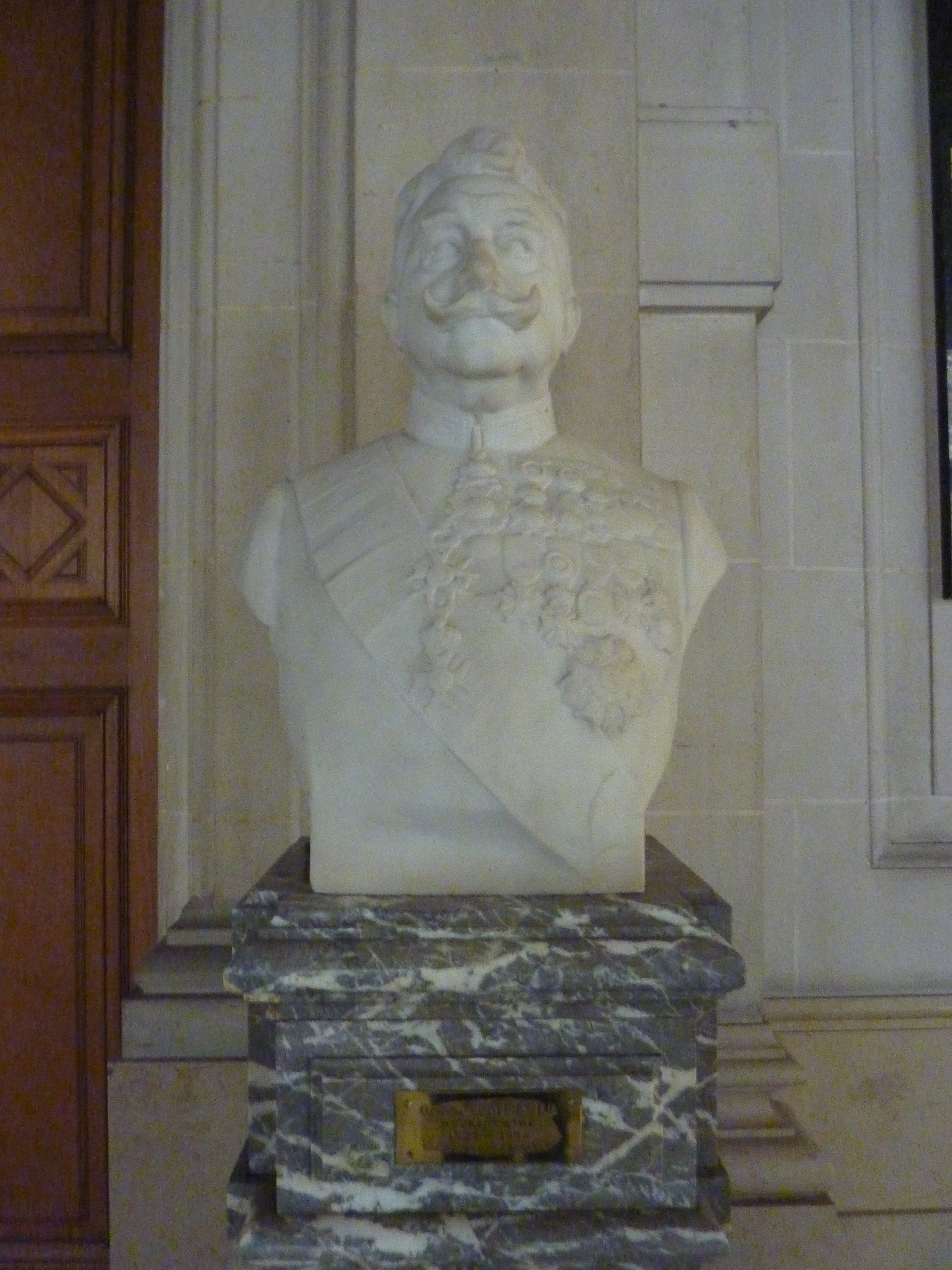
Jean-Baptiste Meiser (1938?), Schaarbeek
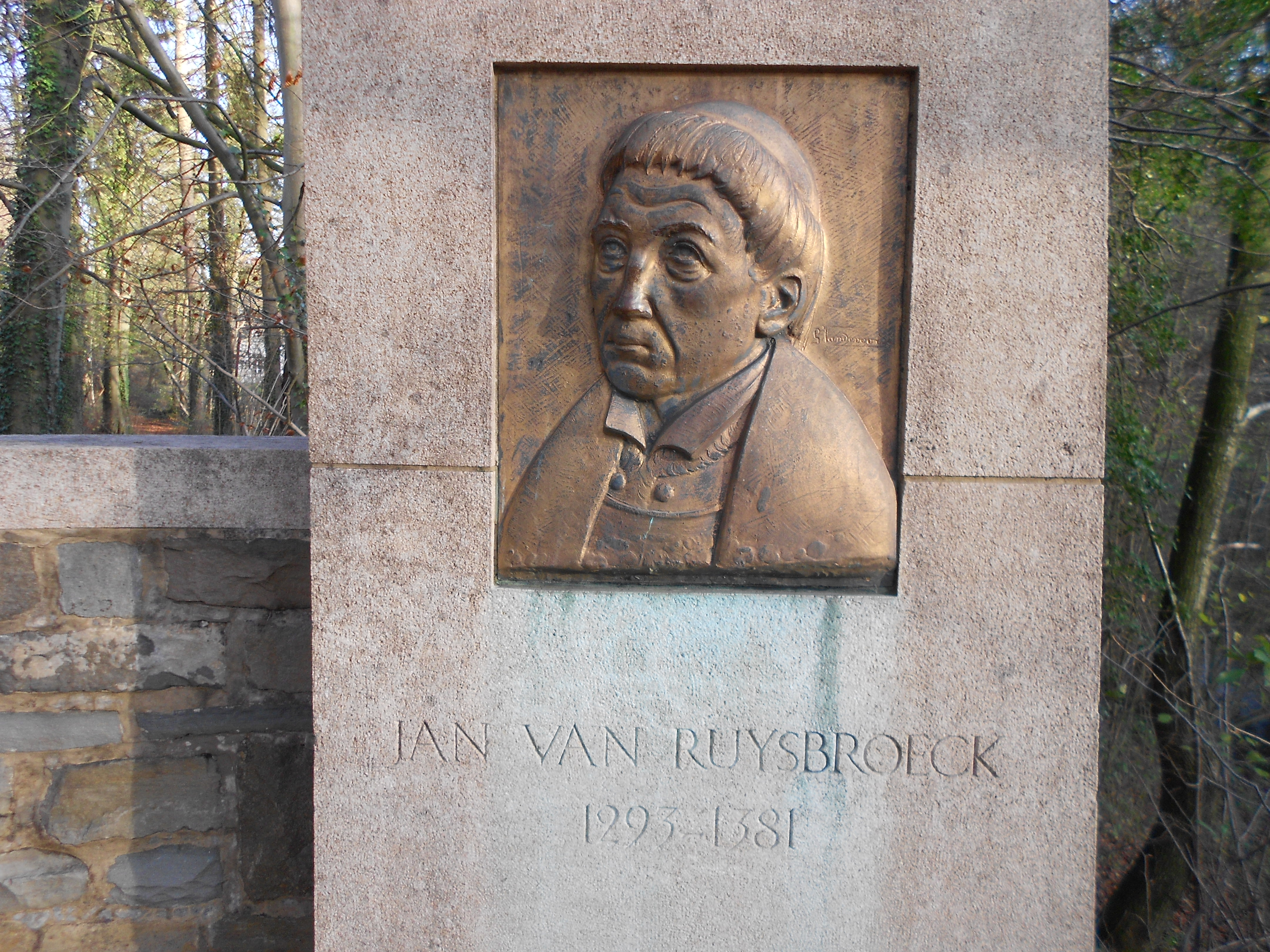
Jan van Ruusbroec (1953), Groenendaal
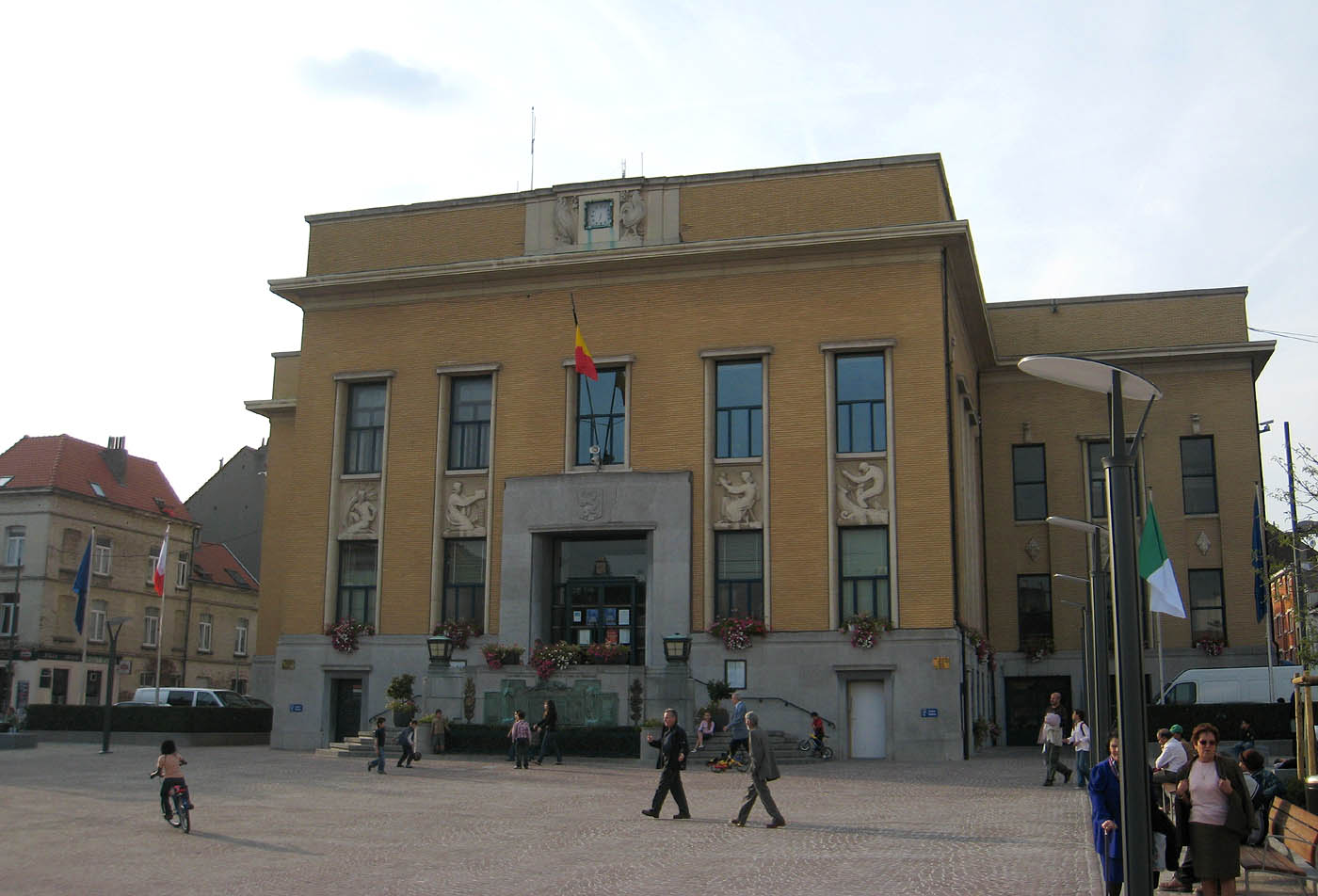
Gevelreliëfs (1957), Koekelberg
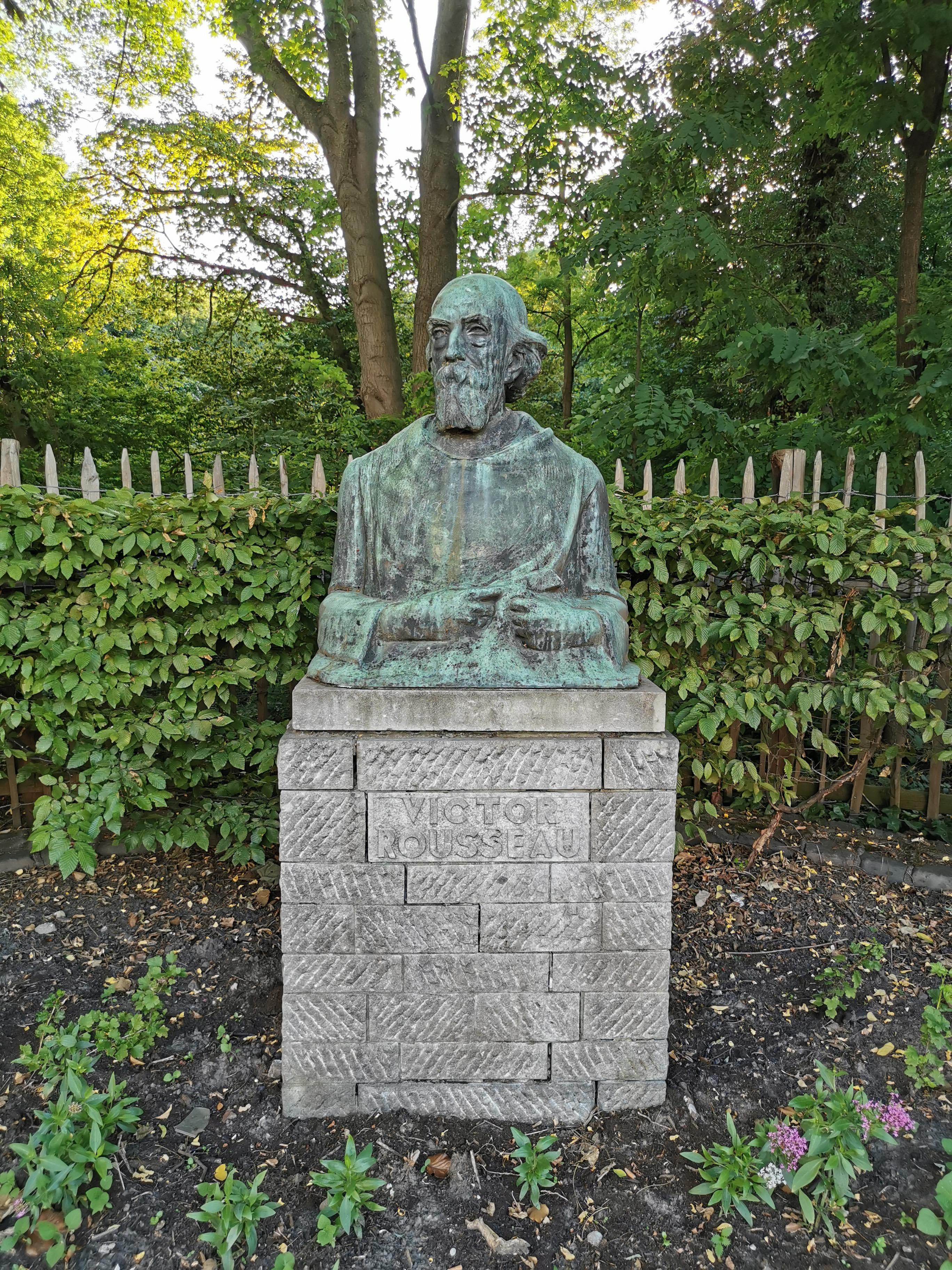
Victor Rousseau (1958), Brussel
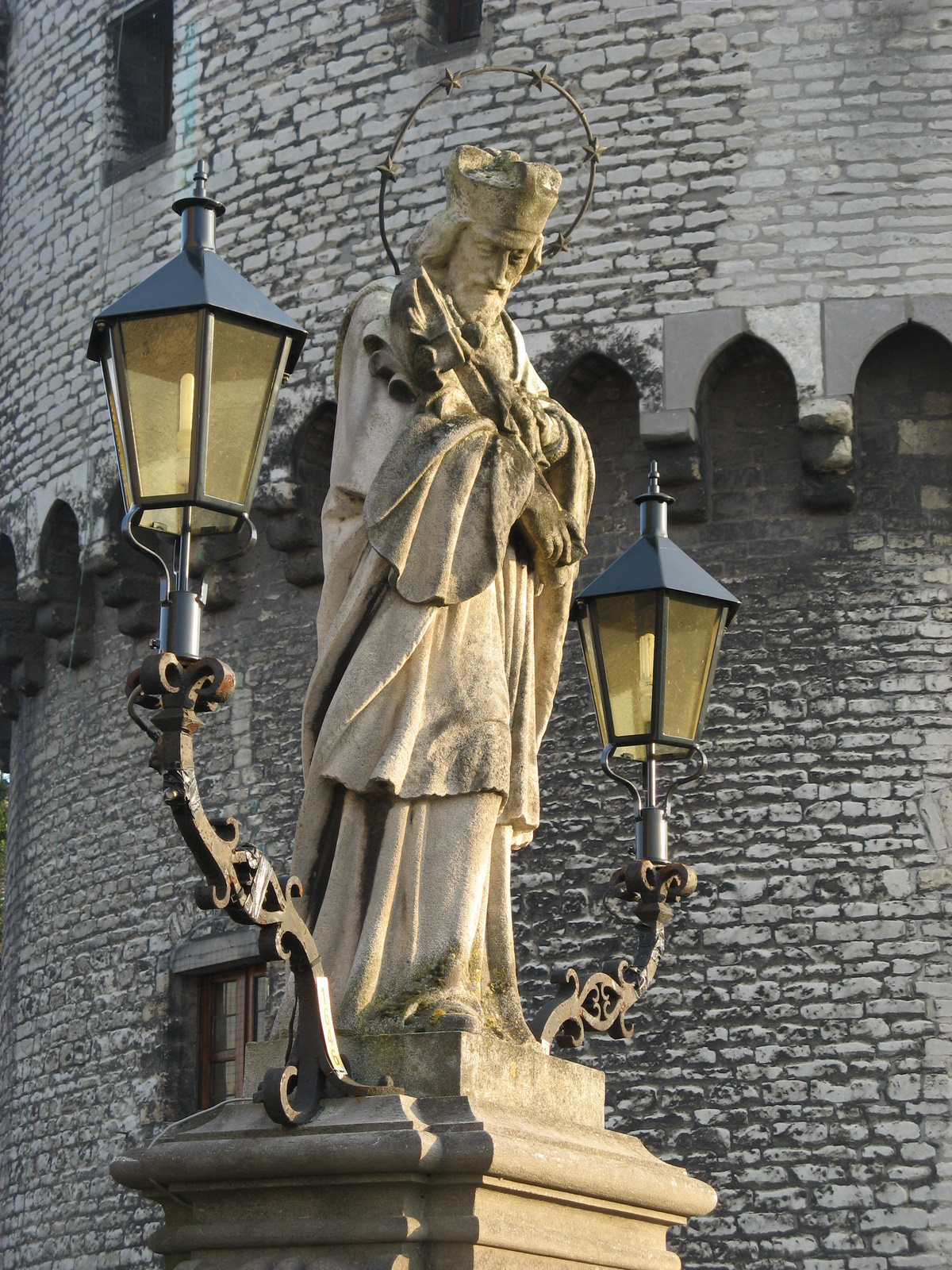
Johannes Nepomucenus (1960), Kortrijk

- RKD-Nederlands Instituut voor Kunstgeschiedenis: 100883